# سیارک ۵۱۵۲
سیارک ۵۱۵۲ (به انگلیسی: 5152 Labs، نامگذاری:1931UD) پنج هزار و صد و پنجاه و دومین سیارک کشف شده‌است که در ۱۸ اکتبر ۱۹۳۱ و در هایدلبرگ کشف شد.